# Martin Wood
Martin Wood är en regissör för TV-serier, främst inom science fiction-genren som har regisserat sedan det tidiga 1990-talet. Han har även arbetat som regissör för ett flertal filmer.

## Filmografi (urval)
- Stargate SG-1 (1997-), ca 46 avsnitt
- Earth: Final Conflict (1997-2002), flera avsnitt.
- The Invisible Man (2000-)
- Stargate: Atlantis (2004-), flera avsnitt.